# Alice Munro
Alice Ann Munro z domu Laidlaw (ur. 10 lipca 1931 w Wingham, zm. 13 maja 2024 w Port Hope) – kanadyjska pisarka, autorka głównie opowiadań, trzykrotnie nagrodzona krajową Governor General’s Award for Fiction oraz prestiżową Giller Prize w 1998. Laureatka Nagrody Nobla w dziedzinie literatury (2013).

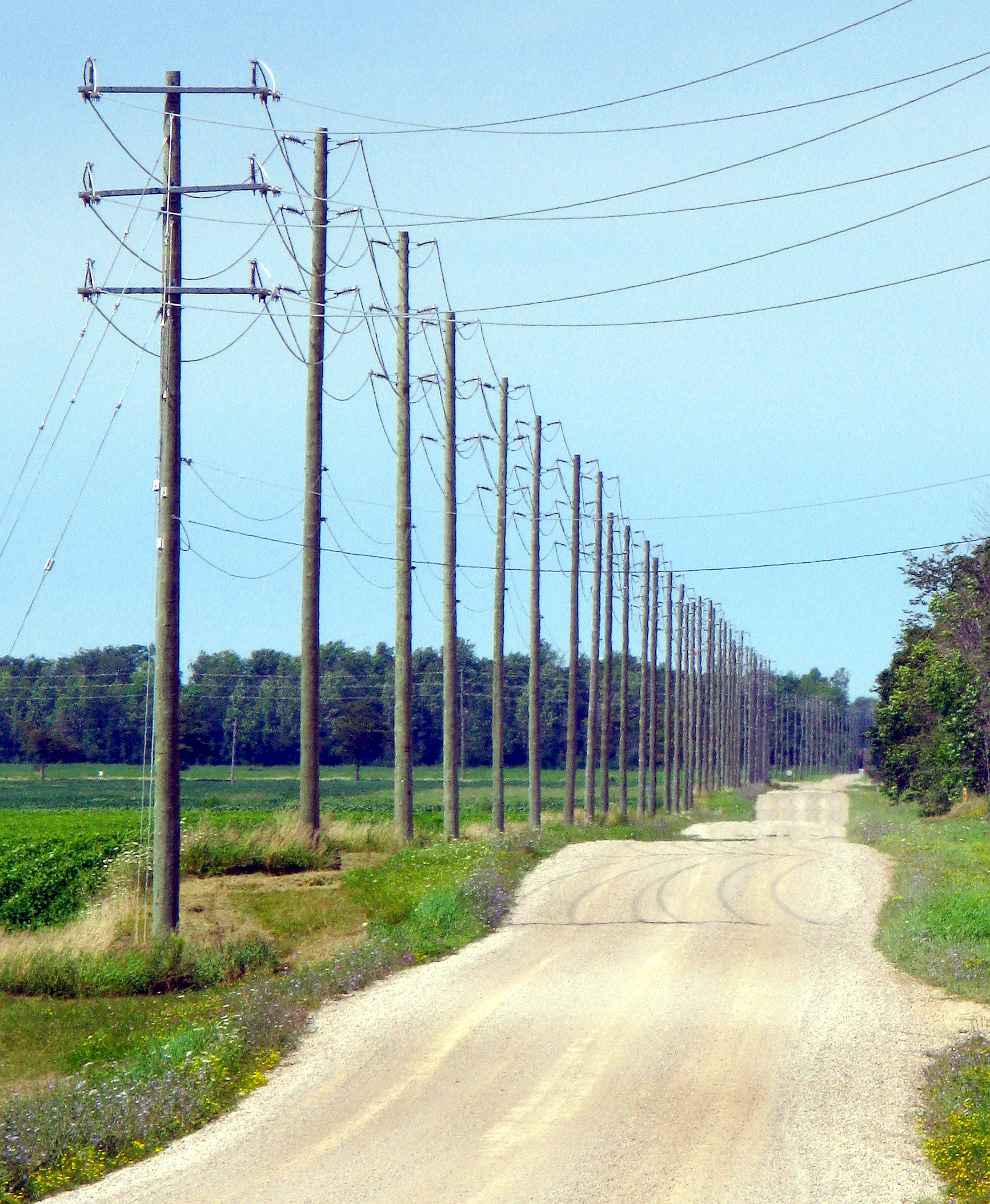
Council Line w hrabstwie Huron, Ontario, Kanada

Uważana za jedną z najznamienitszych współczesnych autorek krótkich form prozatorskich. Thomas Tausky w biograficznym eseju Alice Munro. Biocritical Essay napisał: „Uznawana za najlepszą kanadyjską autorkę noweli i opowiadań, Alice Munro systematycznie tworzy dzieła, w których dokładny opis relacji społecznych i głęboki rys psychologiczny łączą się z bezbłędnym instynktem używania właściwej formy ekspresji”. Jej opowiadania skupiają się na relacjach międzyludzkich w codziennym życiu. Akcja większości jej prozy osadzona jest w południowo-zachodniej części prowincji Ontario i często obraca się wobec z pozoru trywialnych i codziennych faktów i obserwacji otaczającej rzeczywistości. Bohaterowie tych opowiadań (na ogół kobiety) to antyteza literackiego heroizmu.
Cynthia Ozick nazwała ją „naszym Czechowem”. Książki Munro przetłumaczono na ponad 20 języków, a jej twórczość wyróżniono wieloma nagrodami literackimi, tak w Kanadzie, jak i innych krajach.
W 2009 przyznano jej prestiżową Międzynarodową Nagrodę Bookera za całokształt twórczości literackiej, a w 2013 Nagrodę Nobla w dziedzinie literatury.

## Twórczość
- Dance of the Happy Shades (1968) – wyd. pol. Taniec szczęśliwych cieni, Wydawnictwo Literackie 2013, tłum. Agnieszka Kuc
- Lives of Girls and Women (1971) – wyd. pol. Dziewczęta i kobiety, W.A.B. 2013, tłum. Paweł Łopatka
- Something I've Been Meaning to Tell You (1974) – wyd. pol. Coś, o czym chciałabym ci powiedzieć, Wydawnictwo Świat Książki 2014, tłum. Bohdan Maliborski
- Who Do You Think You Are? (1978) – wyd. pol. Za kogo ty się uważasz?, W.A.B. 2012, tłum. Elżbieta Zychowicz
- The Moons of Jupiter (1982) – wyd. pol. Księżyce Jowisza, Wydawnictwo Literackie 2014 (zapowiedź)
- The Progress of Love (1986) – wyd. pol. Odcienie miłości, Wydawnictwo Literackie 2014 (zapowiedź)
- Friend of My Youth (1990) – wyd. pol. Przyjaciółka z młodości, Wydawnictwo Literackie 2013, tłum. Agnieszka Kuc
- Open Secrets (1994) – wyd. pol. Jawne tajemnice, W.A.B. 2014, tłum. Anna Przedpełska-Trzeciakowska
- Selected Stories (1996)
- The Love of a Good Woman (1998) – wyd. pol. Miłość dobrej kobiety, W.A.B. 2013, tłum. Agnieszka Pokojska
- Hateship, Friendship, Courtship, Loveship, Marriage (2001) – wyd. pol. Kocha, lubi, szanuje..., Dwie Siostry 2011, tłum. Jadwiga Jędryas, Tina Oziewicz
- No Love Lost (2003)
- Vintage Munro (2004)
- Runaway (2004) – wyd. pol. Uciekinierka, Dwie Siostry 2009, tłum. Alicja Skarbińska-Zielińska
- Carried Away: A Selection of Stories (2006)
- The View from Castle Rock (2006) – wyd. pol. Widok z Castle Rock, Wydawnictwo Literackie 2011, tłum. Ewa E. Nowakowska
- Too Much Happiness (2009) – wyd. pol. Zbyt wiele szczęścia, Wydawnictwo Literackie 2009, tłum. Agnieszka Kuc
- Dear Life (2012) – wyd. pol. Drogie życie, Wydawnictwo Literackie 2013, tłum. Agnieszka Kuc

## Odznaczenia i nagrody
- Governor General’s Award  (1968, 1978, 1986)
- Canadian Booksellers Award za Dziewczęta i kobiety (1971)
- Nominacja do Booker Prize za The Beggar Maid (1980)
- Marian Engel Award (1986)
- Trillium Book Award (1990)
- Order of Ontario (1994)
- WH Smith Literary Award za Open Secrets (1995)
- PEN/Malamud Award (1997)
- National Book Critics Circle Award za Miłość dobrej kobiety (1998)
- Giller Prize (1998 i 2004)
- Rea Award for the Short Story (2001)
- Libris Award
- O. Henry Award (2006 i 2008)
- Man Booker International Prize (2009)
- Canada-Australia Literary Prize
- Commonwealth Writers Prize (nagroda regionalna dla Kanady i Karaibów)
- Kawaler Orderu Sztuki i Literatury (Francja, 2010)
- Literacka Nagroda Nobla (2013)